# 馬里尼奧市

馬里尼奧市（西班牙語：Municipio Mariño），是委內瑞拉的一個市，位於該國北部新埃斯帕塔州，首府設於波拉馬爾，始建於1536年3月26日，面積39平方公里，2001年人口97,830，人口密度每平方公里2,508人。